# ミクロネシア
ミクロネシア（Micronesia）は、オセアニアの海洋部の分類の一つ。カロリン諸島など4つの主要な群島から構成される地域。「マイクロネシア」と呼ばれる場合もある。

## 概要

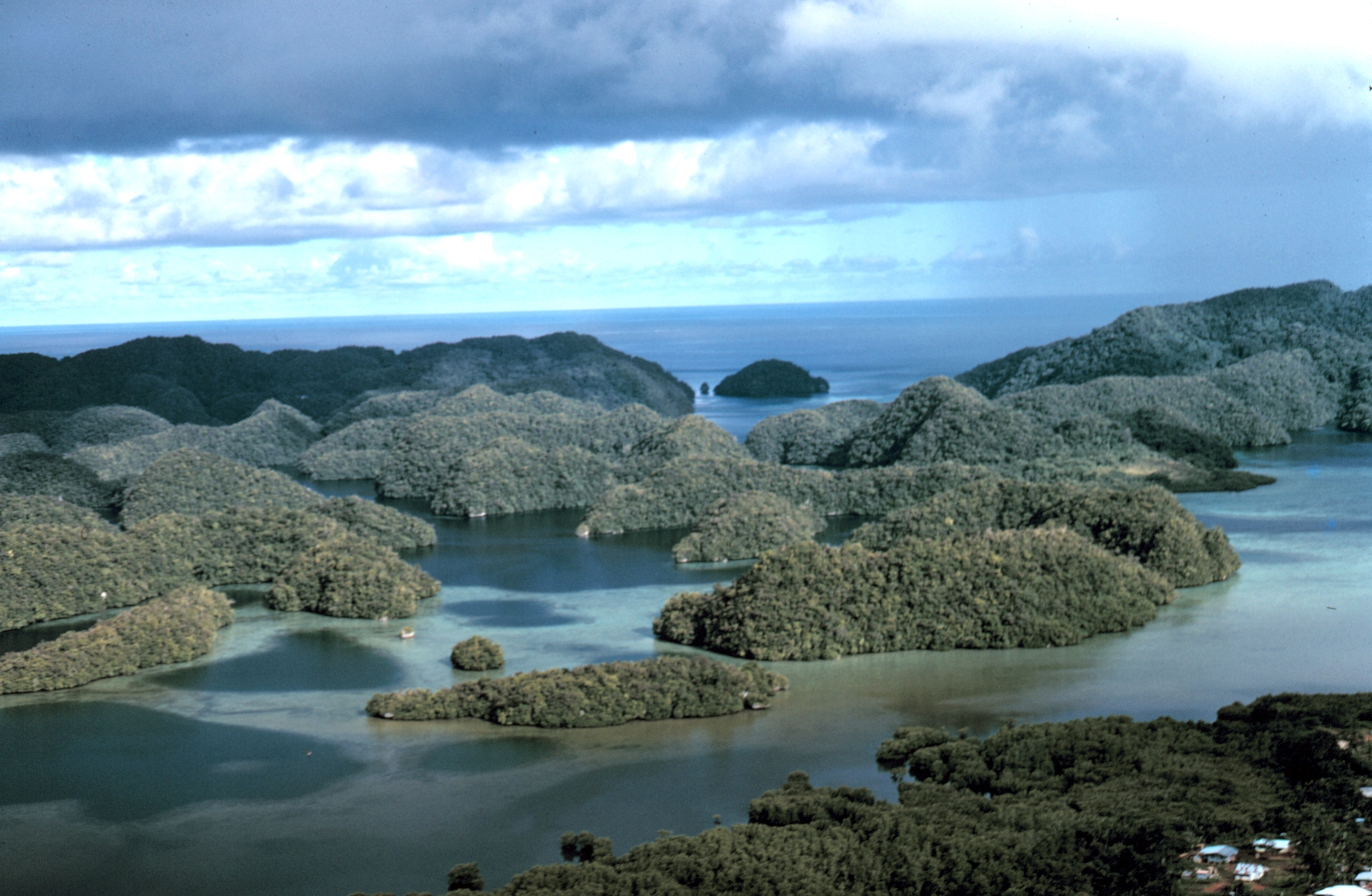
パラオのロックアイランド

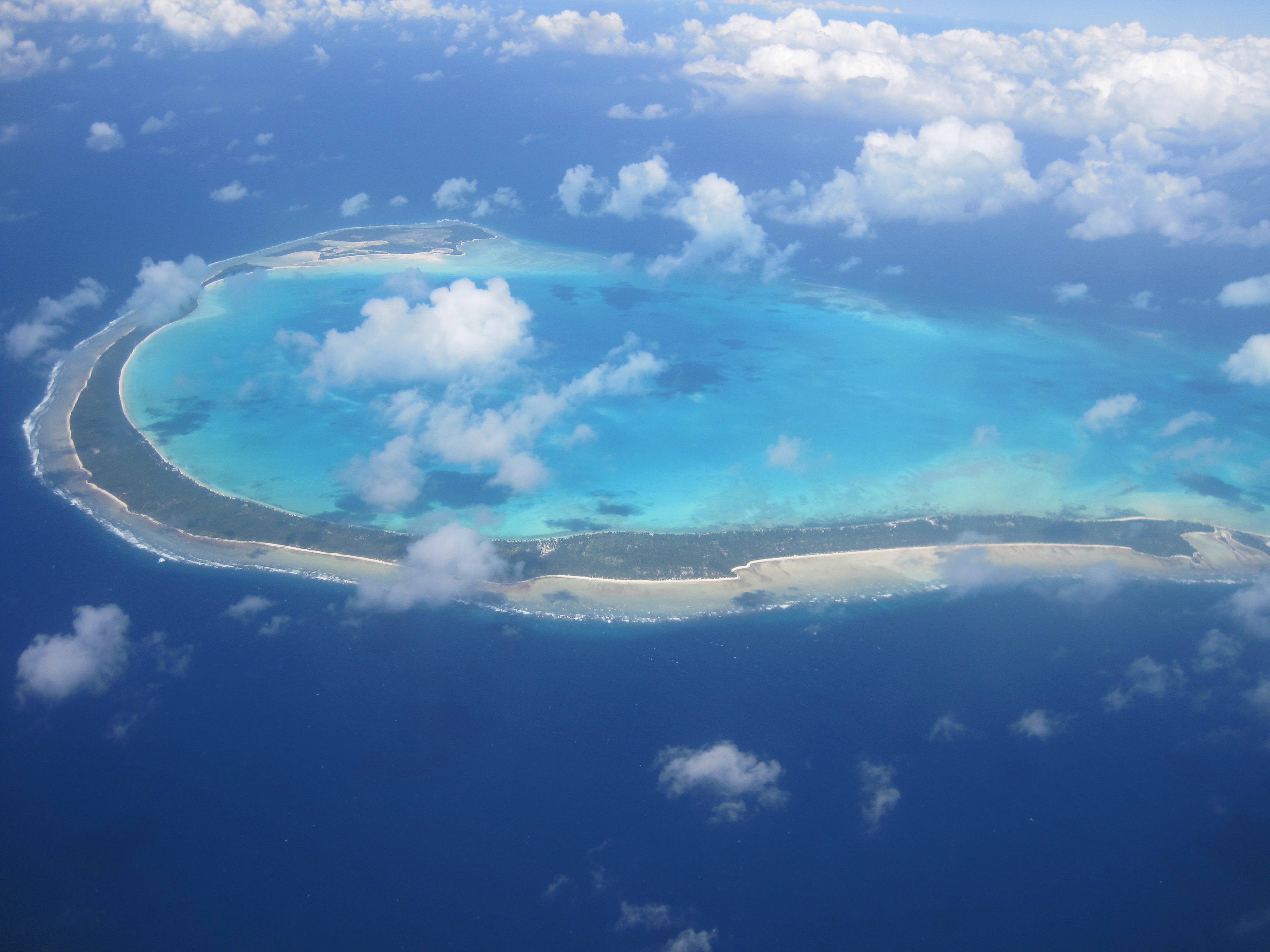
キリバスのオノトア環礁

ミクロネシアはギリシャ語のミクロス（ 小さい）ネソス（νῆσος 島）から、「小さな島々」という意味である。概ね南緯3度～北緯20度、東経130度～180度の範囲にある諸島の総称である。パラオ、ミクロネシア連邦、マーシャル諸島、ナウルの各国およびキリバスのギルバート諸島地域と、アメリカ合衆国の領土であるマリアナ諸島、ウェーク島も含まれる。なお、マリアナ諸島のうち最南端のグアム島は米国の準州であり、その他の島は米国の自治連邦区（コモンウェルス）である北マリアナ諸島に属する。
ミクロネシアは、以下の4つの主要な群島から構成される。
- カロリン諸島（ミクロネシア連邦とパラオ共和国）
- ギルバート諸島（キリバス共和国）
- マリアナ諸島（アメリカ合衆国、米国自治連邦区）
- マーシャル諸島

日本の小笠原諸島は一般的には含まれないが、国際自然保護連合のUdvardy (1975)では、生物地理区の区分上においてオセアニア区ミクロネシア地区島嶼混合系に属している。

## 自然環境

### 地質・地理
ミクロネシアの島々は、その地質構造によって大きく二つの種類に分類される。火山島と隆起サンゴ礁である。火山島は西部ミクロネシアのマリアナ諸島（テニアン島を除く）、ヤップ島、パラオ諸島、中央ミクロネシアのチューク諸島、ポンペイ島、コスラエ島の6群島で、他の小さな島々はすべて隆起サンゴ礁の島である。火山島の面積は隆起サンゴ礁の島よりもだいたい大きく、高度も数百mあるものが多い。最大の島はマリアナ諸島にあるグアム島である。面積約550km2で高さは約400m。バベルダオブ島（パラオ本島）は面積約400km2で高さは約200m、ポンペイ島は約340km2で高度734m、コスラエ島は約116km2で高度約650mである。

### 気候
主に熱帯雨林気候（Af）で年平均気温は26〜28℃、温暖で降水量も多い。西部のマリアナ諸島では弱い乾季があり熱帯モンスーン気候(Am)に分類される地点もある。

## 人口・文化など
人口（2000年の推計値）は514,400人であり、先住民の大半はミクロネシア系であるが、カピンガマランギ環礁など、ポリネシア系の住民が暮らす島もごくわずかに存在し、それらは域外ポリネシア（Polynesian outlier）と呼称される。ちなみにカロリン諸島には、ポリネシアのものに極めて近い航法技術（ウェイファインディング）が残存しており、先史時代のミクロネシアとポリネシアの間で文化的交流があり、かつ両者が同じオーストロネシア系民族によって形成された文化であることを示している。また、日系人の人口も多い。
現代では、太平洋芸術祭などによってポリネシアやメラネシアの先住民との文化的交流が為されている他、ミクロネシア連邦ヤップ州サタワル島の航法師マウ・ピアイルックがハワイの先住民運動（ハワイアン・ルネッサンス）に協力し、その功績から「パパ・マウ」と呼ばれている。
太平洋戦争（大東亜戦争）は、ミクロネシアの人々にとって初めての近代的戦争経験であり、この地の社会・文化を覆す事件であった。そのためミクロネシア社会は、アジア・太平洋的伝統社会システムからキリスト教的価値観を基礎とする欧米的生活様式へ転換した。太平洋戦争の痕跡は、キリバスのタラワ環礁、パラオのペリリュー島、マリアナ諸島のサイパン島などミクロネシアの各所に今なお残されている。また、日本軍兵やアメリカ兵の墓標（慰霊碑）が、戦後になって遺族や政府などによって建立されている。また、1946年から1958年にかけて、アメリカが110回あまりの原水爆実験をマーシャル諸島で実施した。その影響でロンゲラップ環礁の人たちをはじめ第五福竜丸など多くの人々が被爆した。

## 政治
政治行政単位は以下の通りである。
主権国家
- ナウル・・・2011年時点で1万84人[9]
- キリバス（ギルバート諸島）・・・2015年時点で9万9608人[10]

以下の3つは主権国家であるが、アメリカによって自由連合盟約援助金（コンパクト・グラント）を供与されている。
- パラオ・・・2015年時点で1万7661人[12]
- ミクロネシア連邦・・・2010年時点で10万2843人[13]
- マーシャル諸島・・・2011年時点で5万3158人[14]

 アメリカ合衆国領
- 北マリアナ諸島（米国の自治連邦区）・・・2010年時点で5万3883人[15]
- グアム・・・2010年時点で15万9358人[16]
- ウェーク島・・・2015年時点で94人

## 歴史

### 先史時代のミクロネシア

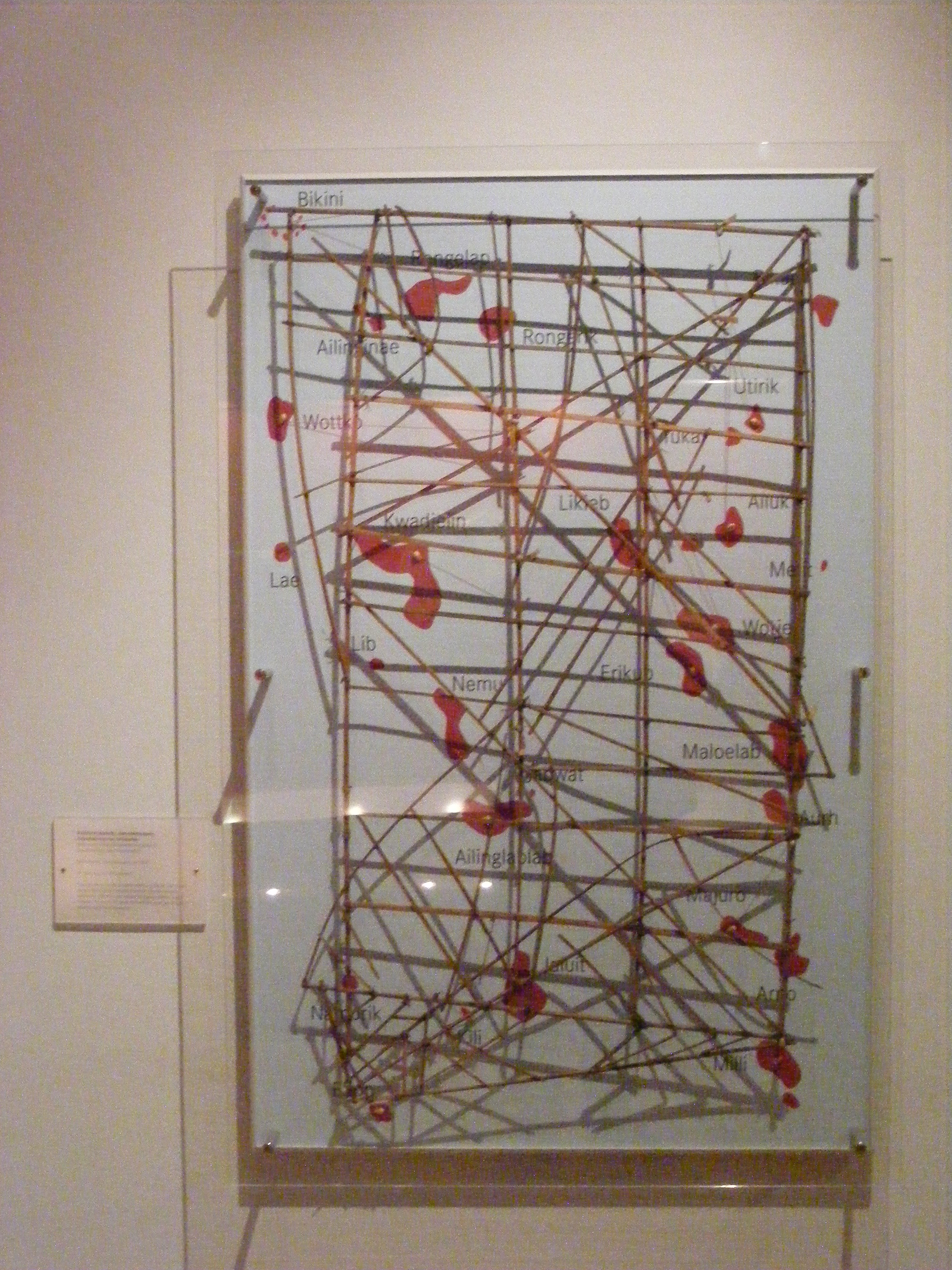
ミクロネシアの航海術に使われた「海図」の例

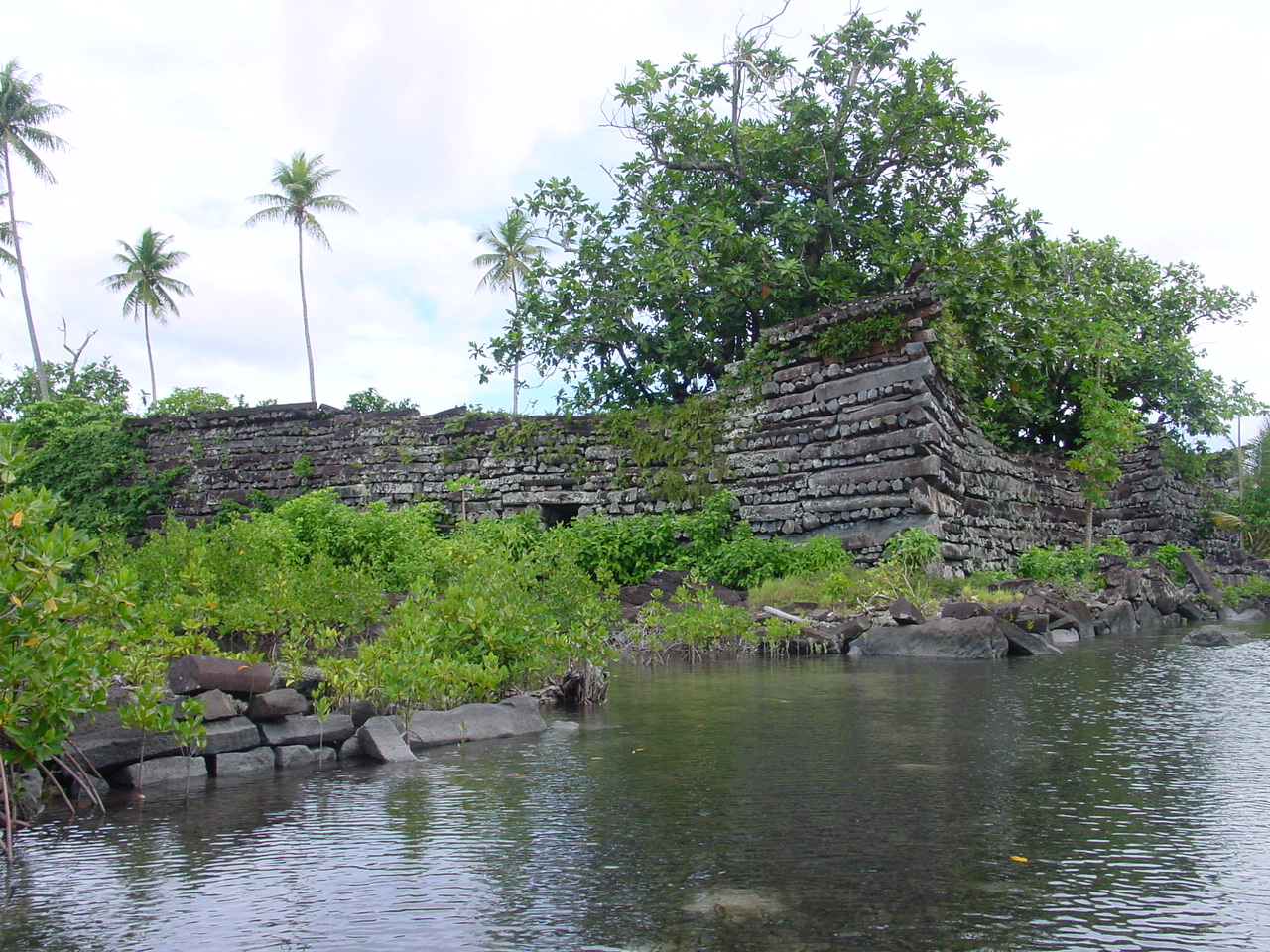
ナンマトル遺跡

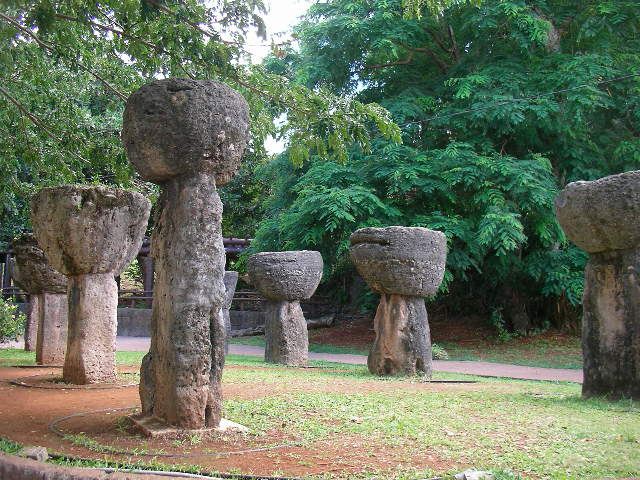
ラッテ・ストーン

この地域の考古学的研究はまだ発展途上であり、はっきりしたことはわかっていないが、今から4200年前頃までは無人島であった。ミクロネシア西部のマリアナ諸島には、今から3500年前頃から人が移住してきており、土器や石器、貝製装飾貝類をつくり、サンゴ島内での漁労などを行い暮らしはじめた。文化的に見て、最初にフィリピン周辺から直接パラオ、ヤップなどに植民したオーストロネシア系グループと、後に西ポリネシア方面からカロリン諸島に植民したオーストロネシア系グループがいたのではないかと推測されている。
この地域の先住民の文化を最も強く特色づけているのは、シングル・アウトリガー・タイプの航海カヌーであり、彼らはこれを用いて広範な交流を行っていた。特にヤップ島はこれらの島々の中でも最も強力な権力を持ち、カロリン諸島の島々から定期的にヤップ島まで貢ぎ物を届ける航海（サウェイ交易）が行われていた。ヤップ島の酋長の権力は現在も強く、カロリン諸島の島々に対して一定の権威を保持している。
また、巨石文明が築かれた島もあり、マリアナ諸島のラッテ・ストーン、ポンペイ島のナンマトル遺跡、コスラエ島のレラ遺跡などが現存している。

### 年表
- 先史時代に人類がこの海域に到達するが、彼らは文字を持たなかったので、この時期の詳しい歴史はわかっていない。
- 紀元前15世紀（3500年前）頃 - ミクロネシア地域に人の移住が開始される。
- 1世紀頃 - 火山列島北硫黄島にマリアナ諸島方面から人が移住する（石野遺跡）。
- 9世紀頃 - マリアナ諸島でラッテストーンの建造が開始される。
- 10世紀頃 - ポンペイ島でシャウテレウル朝（英語版）（Mwehin Sau Deleur）が成立する。
- 13世紀頃 - ポンペイ島でナン・マトール遺跡が建設される。
- 14世紀頃 - コスラエ島でレラ遺跡が建設される。
- 西洋人がこの海域に到達した時点で、現在のミクロネシア連邦ではヤップ島が強い権力を保持し、カロリン諸島の島々からヤップ島に向けてサウェイ交易と呼ばれる貢ぎ物交易が行われていた。
- 1521年 - フェルディナンド・マゼラン（Ferdinand Magellan）率いるスペイン艦隊が世界一周の途上でグアム島に寄港する[18]。
- 1529年 - スペインのアロンソ・デ・サラザール（英語版）（Alonso de Salazar）がヨーロッパ人で初めてマーシャル諸島に到達する。
- 1565年 - スペイン領東インド（Indias Orientales Españolas）が成立する。ミクロネシアにおける中心地はグアム島で、他にマリアナ諸島、パラオ諸島、カロリン諸島が含まれた。
- 1606年 - スペインのペドロ・フェルナンデス・デ・キロス（Pedro Fernández de Quirós）がヨーロッパ人で初めてギルバート諸島に到達する。
- 1628年頃 - コスラエ島のイショケレケル（英語版）によって、シャウテレウル朝が崩壊する。
- 1668年 - グアムがスペインに正式に領有される。
- 1710年 - チャモロの人口が50,000人から4,000人に減り、伝統社会が崩壊する。
- 1788年 - イギリス東インド会社所属のシャーロット号（英語版）（Charlotte）とスカボロー号（英語版）（Scarborough）が、オーストラリアのボタニー湾から中国の広州へ向かう途中でいくつかの島に立ち寄る。これらの島々は、それぞれの船の船長であるトマス・ギルバート（Thomas Gilbert）とジョン・マーシャル（John Marshall）から、それぞれギルバート諸島、マーシャル諸島と命名される。
- 19世紀になって、海外植民地を維持する力を失ったスペインが、グアムを除いた大部分をドイツ帝国に売却する。以後、ドイツがミクロネシアの広範な海域を統治。この時期、ドイツはサウェイ交易を含む先住民の遠洋航海を禁止した。遠洋航海の禁止は大日本帝国による統治時代も継続される。
- 1820年（文政3年） - 陸奥国閉伊郡船越浦（現：岩手県山田町船越）の神社丸が江戸に向かう途中、九十九里浜沖で遭難し、38日後パラオ諸島に漂着する。生き残った長吉ら6名はパラオ諸島に3年半あまり滞在した後、フィリピンのマニラ、マカオ、浙江省乍浦を経て日本に帰国する[19][20]。
- 1868年（明治元年） - グアム島に40名の日本人移民が入植するが、3年後に帰国する[21]。
- 1872年 - イギリス領西太平洋領土（英語版）（British Western Pacific Territories）が成立し、ギルバート諸島がその一部となる。

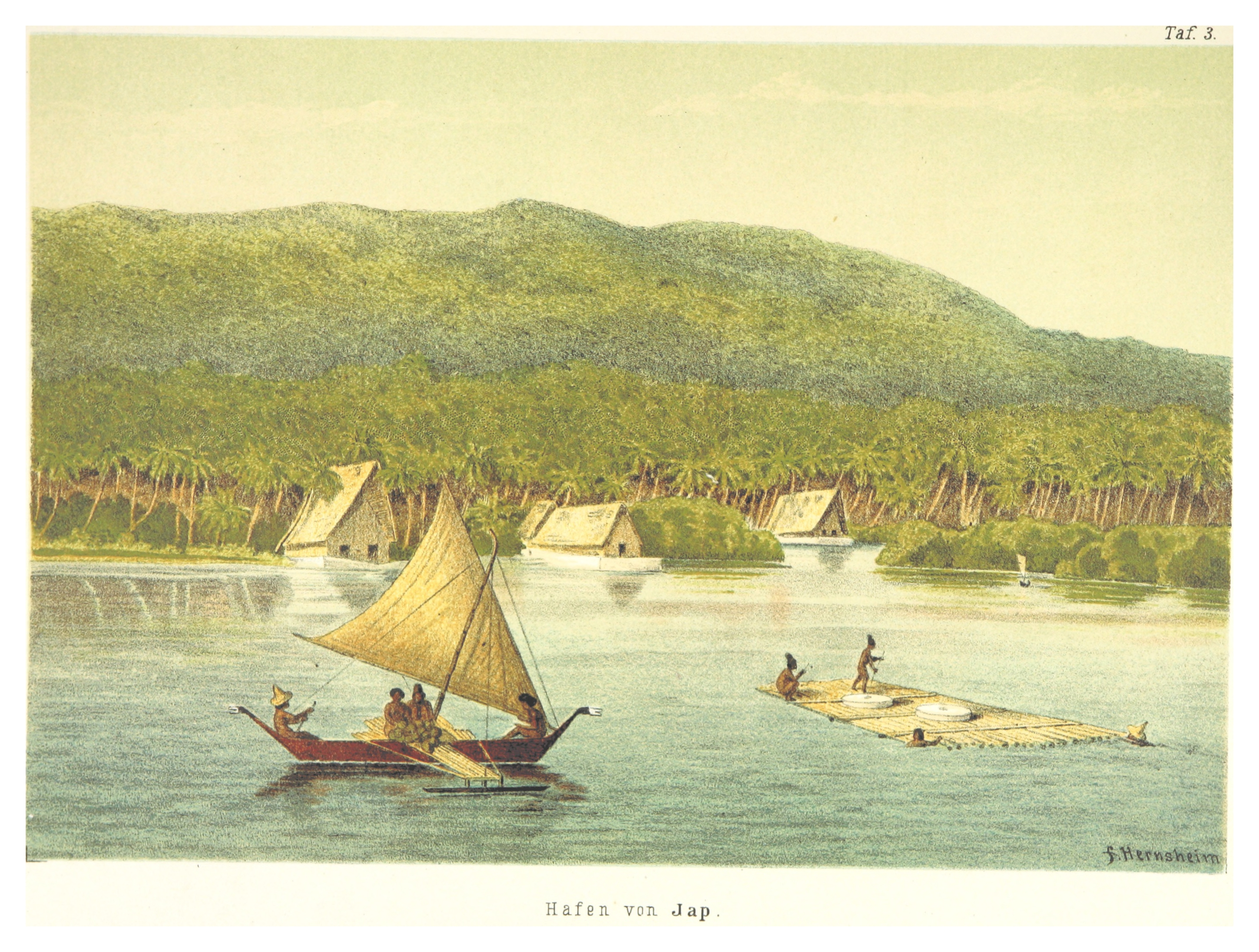
1883年のヤップ島

- 1884年 - ドイツ領ニューギニア（Deutsch-Neuguinea）が成立する。
- 1885年 - スペインの法王レオ13世が、カロリン諸島の領有権はスペインに、ミクロネシア全域における自由な経済活動と航海が認められる。
- 1888年 - ナウルがドイツ領ニューギニアの一部となる[22]。
- 1890年（明治23年） - 田口卯吉が南島商会を設立し、ミクロネシア各地と交易を行う[23]南島商会は後に南洋貿易株式会社に改組される[24]。
- 1892年（明治25年） - 森小弁がチューク諸島に入植する。
- 1892年 - イギリス領ギルバートおよびエリス諸島（Gilbert and Ellice Islands）が成立する。
- 1898年 - 米西戦争が勃発する。6月20日にグアム島がアメリカ軍によって占領され、戦後結ばれたパリ条約によって正式にアメリカに割譲される。
- 1899年 - ドイツ・スペイン条約によって、ドイツ帝国はスペインから25,000,000ペセタ（16,600,000金マルクに相当）で北マリアナ諸島、パラオ諸島、カロリン諸島を購入することに合意した。そのためドイツ領ニューギニアの範囲が拡大する。
- 1906年 - マーシャル諸島がドイツ領ニューギニアの一部となる。
- 1910年 - ソケースの反乱（英語版）が勃発するが、翌年ドイツ軍によって鎮圧される。

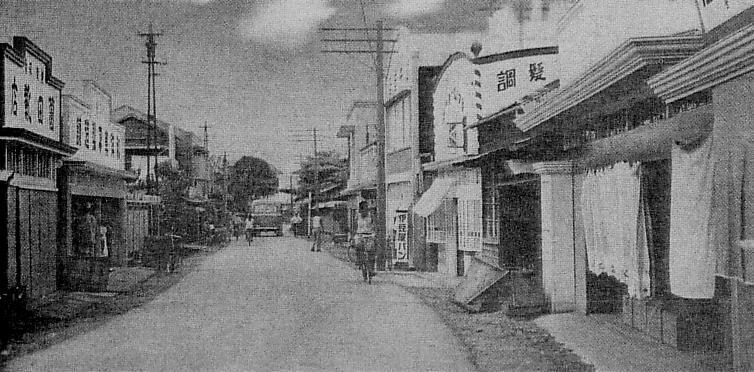
日本統治時代のコロール（4丁目）

- 1914年（大正3年） - 第一次世界大戦が勃発する。大日本帝国も連合国として参戦し、戦艦香取と海軍陸戦隊を赤道以北のドイツ領ニューギニアを派遣する。同年中に、赤道以北のドイツ領ニューギニア全域を占領した日本海軍は臨時南洋群島防備隊と軍政庁をトラック諸島夏島（現：チューク諸島トノアス島（英語版））に設置し、占領地である南洋諸島を軍政下に置く。
- 1914年（大正3年） - サイパン小学校が設立され、日本語での学校教育が開始される[25]。サイパン小学校はのちにサイパン公学校と改称され、島民専用の教育機関となる[26]。初期の移民は、地理的に近い小笠原諸島や八丈島出身者のほか、山形県村山地方や福島県出身者が多数を占めていた。
- 1918年（大正7年） - 軍政庁が民政署に改組され、文官が民政署長に着任する。同年、西村拓殖によってサイパン島にサトウキビが導入される[27]。
- 1919年 - パリ講和会議の中で、旧ドイツ植民地を「南洋群島」として日本が正式に委任統治することが認められる。
- 1920年（大正9年） - ヴェルサイユ条約により、グアム島を除くマリアナ諸島、パラオ諸島、カロリン諸島、マーシャル諸島が日本、ナウルがイギリス、オーストラリア、ニュージーランド3国共同の委任統治領となる。
- 1921年（大正10年） - 松江春次によって南洋興発が設立される[28]。
- 1922年（大正11年） - 南洋庁がパラオ諸島のコロールに設置される。同年、南洋興発によってテニアン島、ロタ島にもサトウキビが導入され、沖縄県からマリアナ諸島へ2,200人の移民が入植する[28]。
- 1935年（昭和10年） - 日本が国際連盟を脱退。南洋群島と呼ばれたミクロネシア諸地域を自国領に編入する。
- 1936年（昭和11年） - 南洋拓殖が設立される。

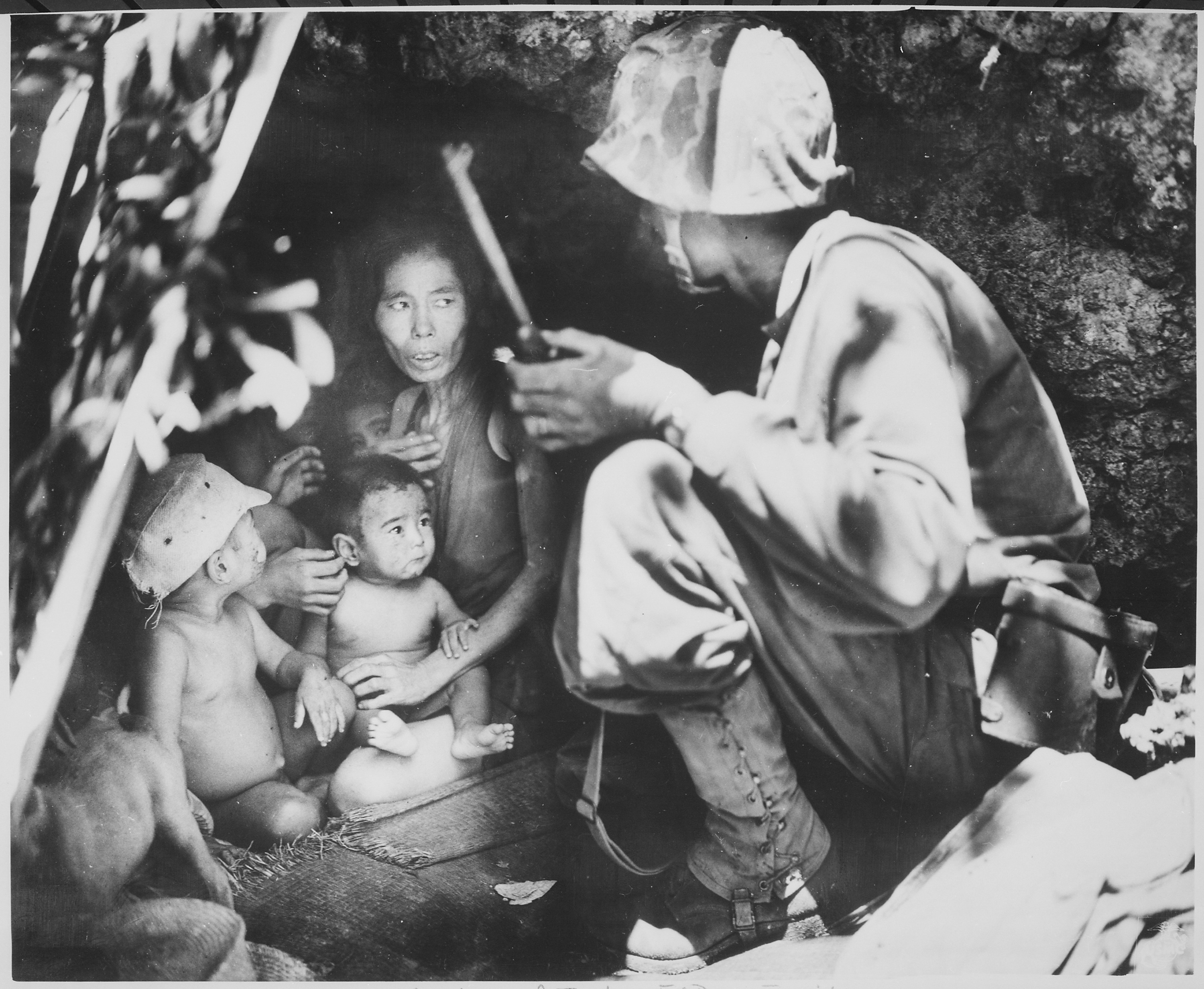
サイパンの戦い末期、民間人に投降を呼び掛けるアメリカ海兵隊員

- 1941年（昭和16年）12月 - 太平洋戦争（大東亜戦争）が勃発し、日本軍はグアム島、ウェーク島、ギルバート諸島を占領する。
- 1942年（昭和17年）2月 - 米軍によるマーシャル・ギルバート諸島機動空襲が行われる。
- 1942年（昭和17年）8月17日 - 米軍がギルバート諸島マキン環礁に対してマキン奇襲作戦を行う。
- 1942年（昭和17年）8月26日 - 日本軍がナウル島を占領（英語版）する。
- 1943年（昭和18年）11月 - 米軍がギルバート諸島に侵攻し、マキンの戦いとタラワの戦いが行われた結果、日本軍守備隊は玉砕する。
- 1944年（昭和19年）2月 - 米軍がマーシャル諸島に侵攻し、クェゼリンの戦いとエニウェトクの戦いが行われる。また、この作戦を支援するために米軍によるトラック島空襲とマリアナ諸島空襲が行われる。
- 1944年（昭和19年）3月 - 米軍によるパラオ大空襲が行われる。
- 1944年（昭和19年）6月 - 米軍がマリアナ諸島に侵攻し、サイパンの戦いが開始される。日本海軍第二艦隊と第三艦隊が米軍の迎撃に向かうもマリアナ沖海戦で敗北し、7月にサイパン島守備隊は玉砕する。サイパンの戦いでは民間人も戦闘に巻き込まれ、在住日本人1万人および島民700人が戦死または自決した。
- 1944年（昭和19年）7月 - サイパン島に続き、米軍がグアム島とテニアン島に上陸し、グアムの戦いとテニアンの戦いが行われる。8月に両島の守備隊は玉砕し、両島はサイパン島とともに米軍の軍政下に入る。また、テニアン島には南洋諸島最大級のハゴイ飛行場があり、日本本土のほぼ全域がB-29の航続距離に含まれた結果、日本の絶対国防圏が崩れる。
- 1944年（昭和19年）9月 - 米軍がパラオ諸島南部のペリリュー島およびアンガウル島に侵攻し、ペリリューの戦いおよびアンガウルの戦いが行われる。ペリリューの戦いにおいて、日本軍は従来の戦術からゲリラ戦と縦深防御戦術に転換したため米軍に出血を強要し、73日間の戦闘で日本軍の戦死者とほぼ同数である10,786名の死傷者を出している[29]。

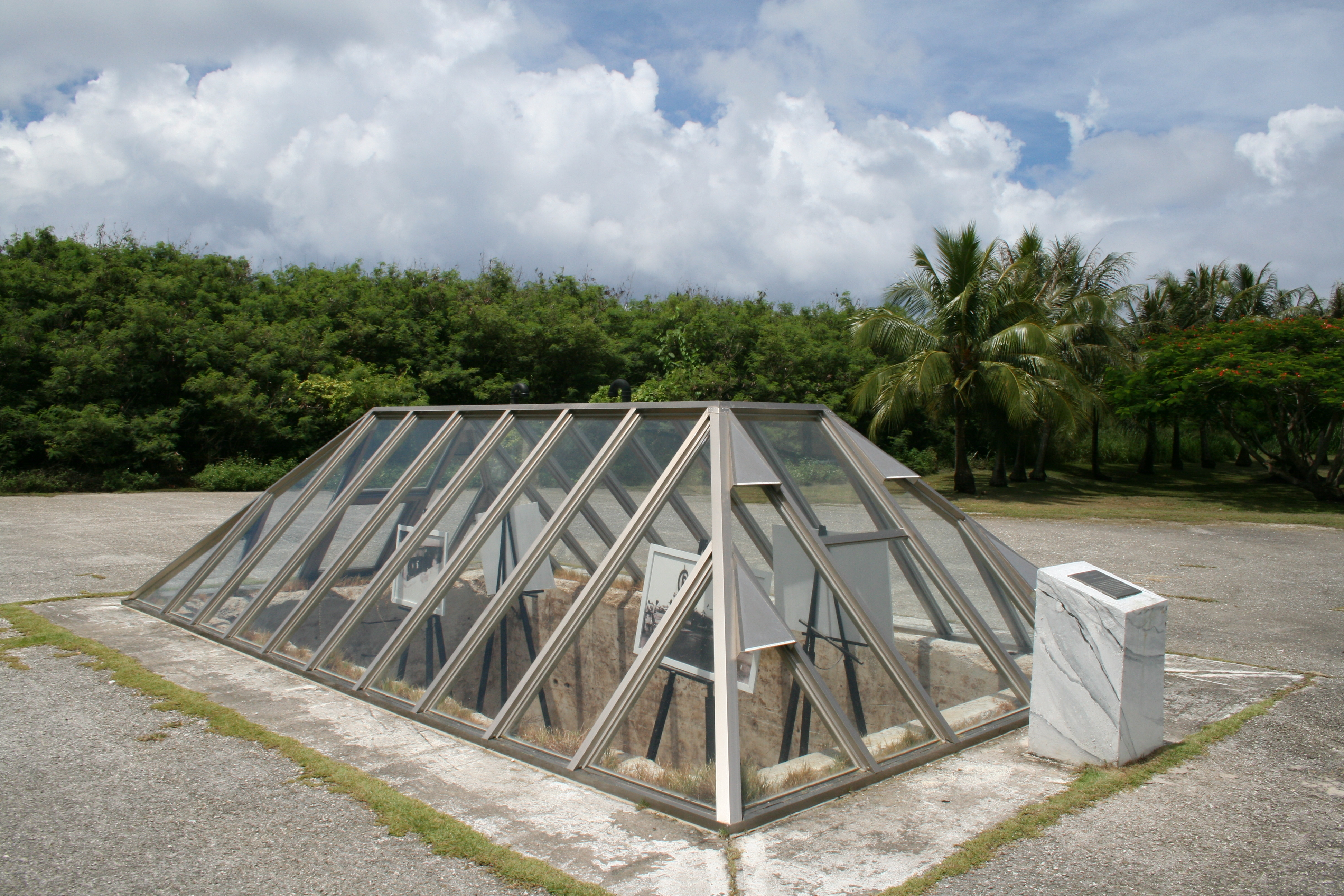
ハゴイ飛行場に残るリトルボーイを保管していた保管庫。保管庫右にあるのが原爆搭載記念碑である。

- 1945年（昭和20年）2月 - 硫黄島の戦いが行われる。

- 1945年（昭和20年）5月 - 第509混成部隊がテニアン島ハゴイ飛行場に移動する。
- 1945年（昭和20年）8月6日 - テニアン島ハゴイ飛行場を飛び立ったB-29エノラ・ゲイによって、広島市への原子爆弾投下が行われる。
- 1945年（昭和20年）8月9日 - テニアン島ハゴイ飛行場を飛び立ったB-29ボックスカーによって、長崎市への原子爆弾投下が行われる。
- 1945年（昭和20年）8月15日 - 日本が降伏する。
- 1946年 - マーシャル諸島ビキニ環礁（太平洋核実験場）でクロスロード作戦（アメリカによる核実験）が開始される。

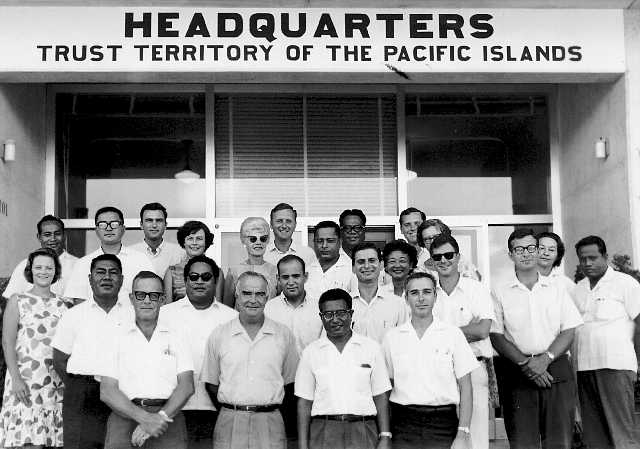
太平洋諸島信託統治領政府高等弁務官と職員

- 1947年 - マーシャル諸島、北マリアナ諸島、カロリン諸島、パラオ諸島がアメリカ合衆国太平洋諸島信託統治領（Trust Territory of the Pacific Islands）、ナウルがイギリス、オーストラリア、ニュージーランド3国共同の信託統治領となる。以後、アメリカは日本の痕跡や農地を破壊した上で、開発を行い、先住民に英語で学校教育を行う。また、ビキニ環礁やエニウェトク環礁を核兵器の実験場にするが、多額の補助金を地方ごとに支給し、産業が無いにもかかわらず、住民の生活は（物質的には）かつて無いほど豊かになった。
- 1950年 - 1950年グアム自治基本法（英語版）（Guam Organic Act of 1950）により、グアムはアメリカの自治的・編入領域（organized unincorporated territory）となった。
- 1952年（昭和27年） - サンフランシスコ講和条約発効により、日本が旧委任統治領を放棄する。
- 1954年 - アメリカによってキャッスル作戦（水爆実験）が行われる。この時、ビキニ環礁、エニウェトク環礁の住民も被爆した。住民はキリ島へ強制移住させられたが、21世紀の今も放射能が残っており、避難住民は故地へ帰還できないでいる。また、日本の焼津のマグロ漁船第五福竜丸がこの海域で被爆し、漁船乗組員が死亡した。
- 1954年 - アメリカによってレッドウィング作戦（水爆実験）が行われる。
- 1962年 - アメリカによってドミニク作戦（水爆実験）が行われる。翌1963年に部分的核実験禁止条約が締結されたため、これ以降マーシャル諸島での核実験は行われていない。
- 1968年1月31日 - ナウルがイギリス連邦内の共和国として独立。
- 1974年 - 住民投票の結果、ギルバート諸島とエリス諸島の分離が決定する。
- 1975年 - パプアニューギニアがオーストラリアの信託統治から独立する。太平洋諸島信託統治領は最後の信託統治地域となった。
- 1979年7月12日 - キリバスがイギリスから独立。
- 1982年 - マーシャル諸島とミクロネシア連邦が自由連合盟約（Compact of Free Association）に署名する。同年、パラオのアンガウル州憲法が制定され、日本語が公用語のひとつとなる[30]。

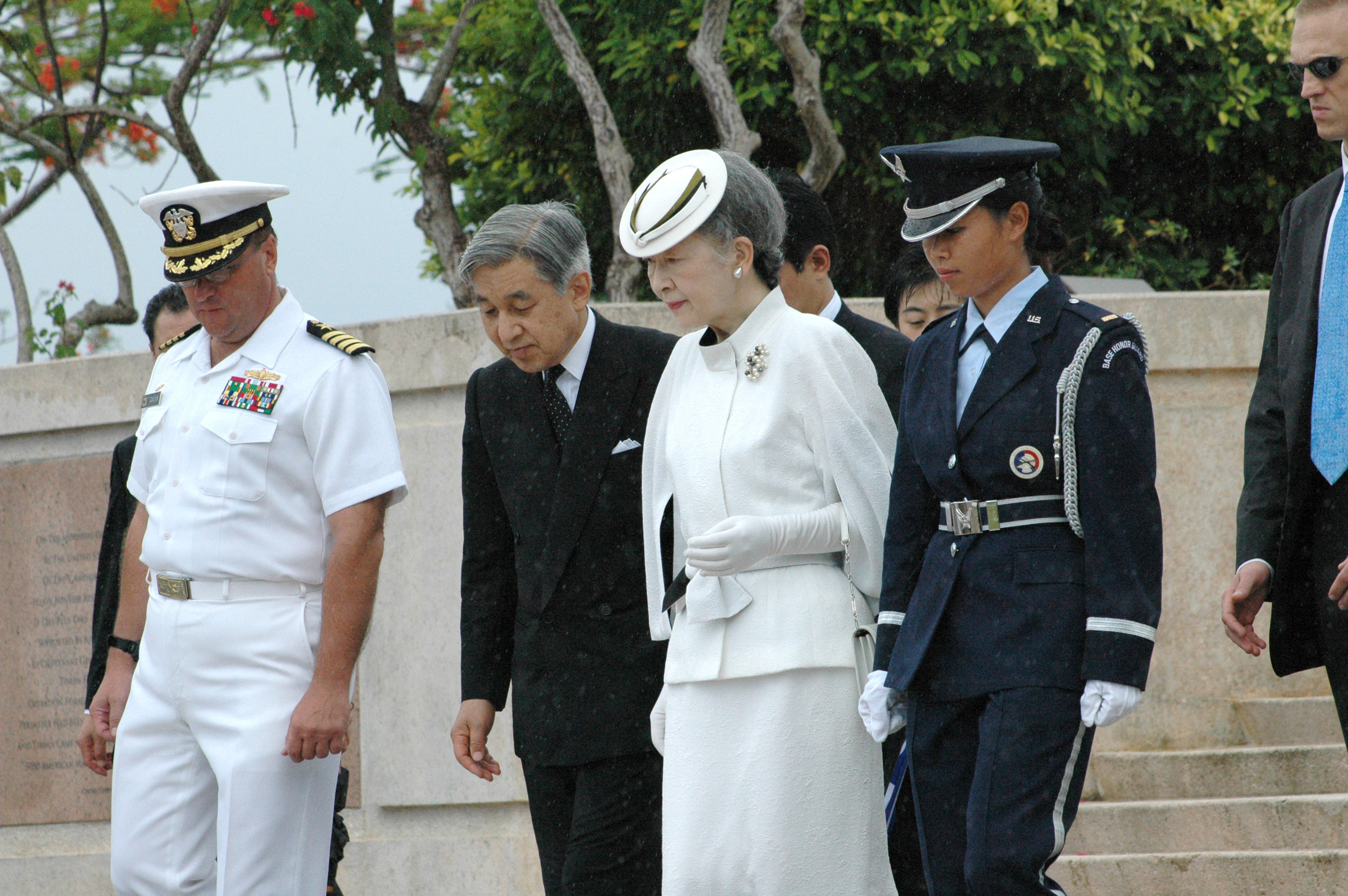
サイパンを行幸する明仁天皇および美智子皇后

- 1986年 - マーシャル諸島とミクロネシア連邦が独立。北マリアナ諸島が米国自治連邦区（コモンウェルス）としてアメリカに併合される。
- 1989年 - ナウルの燐鉱石の採掘量が初めて減少に転じ、その後2000年頃までにほぼ涸渇する。
- 1990年 - マーシャル諸島とミクロネシア連邦が国際連合に加盟する。
- 1993年 - パラオが自由連合盟約に署名する。
- 1994年10月1日 - パラオが独立する。同年、国際連合に加盟する。
- 2005年（平成17年） - 明仁天皇および美智子皇后（いずれも当時）が戦没者を慰霊するため、サイパン島を行幸する[31]。
- 2010年 - マーシャル諸島のビキニ環礁核実験場がミクロネシア地域最初の世界文化遺産に[32]、キリバスのフェニックス諸島保護地域が最初の世界自然遺産に、それぞれ登録される。
- 2012年 - パラオのロックアイランド群と南ラグーンがミクロネシア地域最初の世界複合遺産に登録される[33]。
- 2014年2月11日 - フィジーのナイラティカウ元大統領(Epeli Nailatikau)がキリバスの首都、タラワを訪問。
- 2015年（平成27年） - 明仁天皇および美智子皇后が国際親善と戦没者慰霊のためパラオを行幸する[34]。

## 人種・民族

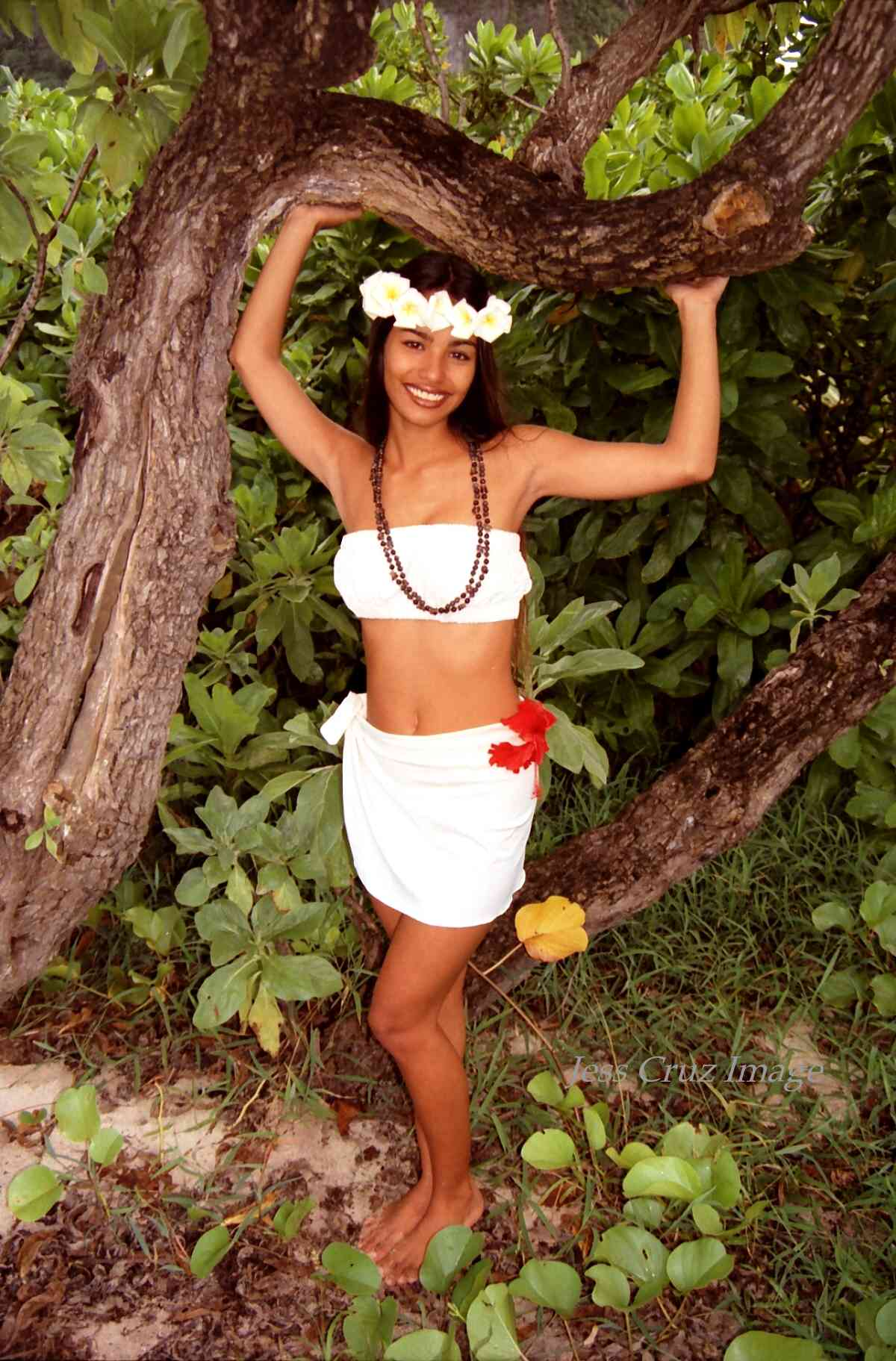
ミクロネシア人の女性

ミクロネシアの民族はモンゴロイドにオーストラロイドが混じった人種に属す。ポリネシア人、メラネシア人との混血が複雑に進んでいて、それぞれの人々の身体的特徴の差異が大きい。短身痩躯で褐色の肌に黒髪を有する。
ミクロネシアの民族はオーストロネシア人の一派だがその起源は2系統ある。1つはスラウェシ島から直接東に進路をとったグループで、パラオ人やチャモロ人が含まれる。2つ目はスラウェシ島からニューギニア島沿岸部を経てメラネシアより北上したグループで、ミクロネシア諸語を話すキリバス人、カロリン人などが含まれる。このほかに、ツバルから西進したポリネシア人の住む域外ポリネシアに属する島もある。
Y染色体ハプログループはオセアニアのオーストロネシア人に広く見られるハプログループO1a (Y染色体)、ハプログループO2 (Y染色体)やハプログループK (Y染色体)が優勢だが、日本人に高頻度のハプログループO1b2 (Y染色体)およびハプログループD1a2a (Y染色体)が5.9%ずつみられる。弥生時代以降(おそらく日本による統治が行われていた時代)に日本からミクロネシアへもたらされたことが考えられる。

## 言語
地域による差異はあるが、オーストロネシア語族に属しており、南東部においてはナウル語やコスラエ語などといったミクロネシア諸語が広く話される。ミクロネシア諸語には全部で50種類前後の特有言語があり、それぞれが近似性を保ちながらも島嶼間の交流の困難さから独自に発展していった。ミクロネシアで流通している言語のうち、ミクロネシア諸語に含まれないものとしては、スンダ・スラウェシ語群に属するマリアナ諸島のチャモロ語、パラオ共和国のパラオ語がある。これらはスラウェシ島から直接東進したグループであり、ミクロネシア諸語とは経歴を異にする。このほかに、アドミラルティ諸島諸語と近縁であるヤップ島のヤップ語、ポリネシア諸語に属するヌクオロ環礁のヌクオロ語、カピンガマランギ環礁のカピンガマランギ語がある。
共通した特徴としては自然現象に関する語彙や表現の豊かさ、食物や魚類、航海技術に関する用語が多く見られることが挙げられる。例えばウォレアイ語では、ココナッツを表現するのに、実の熟し具合によってgurub,sho,paawolが存在するなど、名詞の豊富さがうかがえる。
その他、16世紀以降の植民地化の影響によってスペイン語、ドイツ語、日本語、英語などから多くの借用語彙が誕生している。日本語からの借用語はナッパ、ハラマキ、ジドーシャなど、日常的に用いられる名詞も数多く含む。近年は都市部で英語の影響が顕著となっており、伝統を保ってきた土地の固有言語は廃れつつある。

## 社会

### 宗教
元来ミクロネシア人は独自の精霊信仰を持っていたが、植民地化に伴いキリスト教が普及した。16世紀に移入したキリスト教は第一次世界大戦後の日本統治を経ても廃れることは無く、今日のミクロネシアの人々の生活に根付いている。一方で、万物に霊が宿るとした伝統的な信仰体系は一部の島を除き廃れていってしまっている。

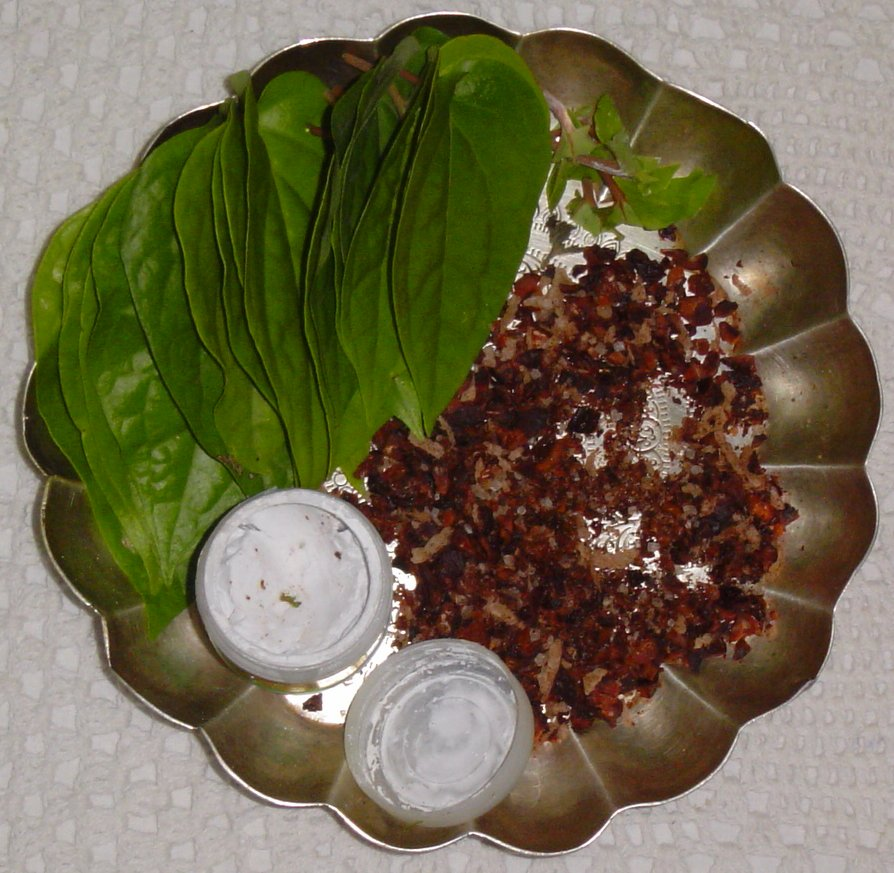
ベテル・チューイング

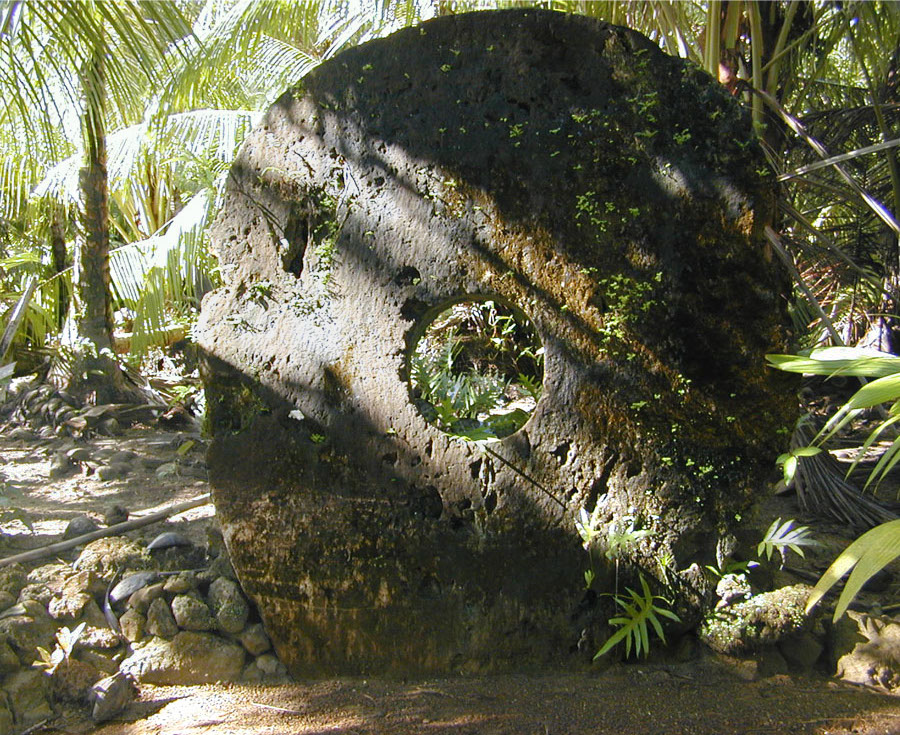
ヤップ島の石貨

### 生活
古来よりミクロネシア人の社会体系はヤップ島やギルバート諸島などの一部を除けば母系制が一般的であり、女系系譜を共有する親族集団によって土地の所有・移譲が行われてきた。ただしこの制度もドイツや日本の統治政策の影響によって廃れている島もあるため、現在では一意の特徴を見出すことはできない。政治的にも首長制を選択して複雑な地位体系を構成し、階層社会を築き上げたポンペイ島やコスラエ島などから、親族体系以外の地位を持たないチューク諸島やカロリン諸島などまで、様々な文化が混在している。
西欧諸国との接触により金属の存在が知られるようになると、ミクロネシア人の生活環境は大幅に変容したが、それまでは石や貝などを原料とした斧や釣り針、ココヤシ繊維の網などを用いた漁撈生活を主とし、パラオ諸島など一部の島では土器も利用されていた。栽培や家畜の飼育も小規模ながら行われており、ブタ、イヌ、ニワトリの飼育、タロイモ、パンノキ、ココヤシ、ヤムイモの栽培などがなされている。
文化的にはポリネシアやメラネシアとの共通項が見られ、キンマの葉に包んだビンロウの実と石灰を混ぜたものを噛む習慣（ベテル・チューイング）やメラネシアのカヴァに相当するシャカオなどがある。こうした文化的な共通性はミクロネシア東部に行くほど色濃くなっている。
また、ヤップ島では現代においても儀礼的交換を行う場合には石貨（フェ）を使用しており、貨幣の中では世界最大を誇る。

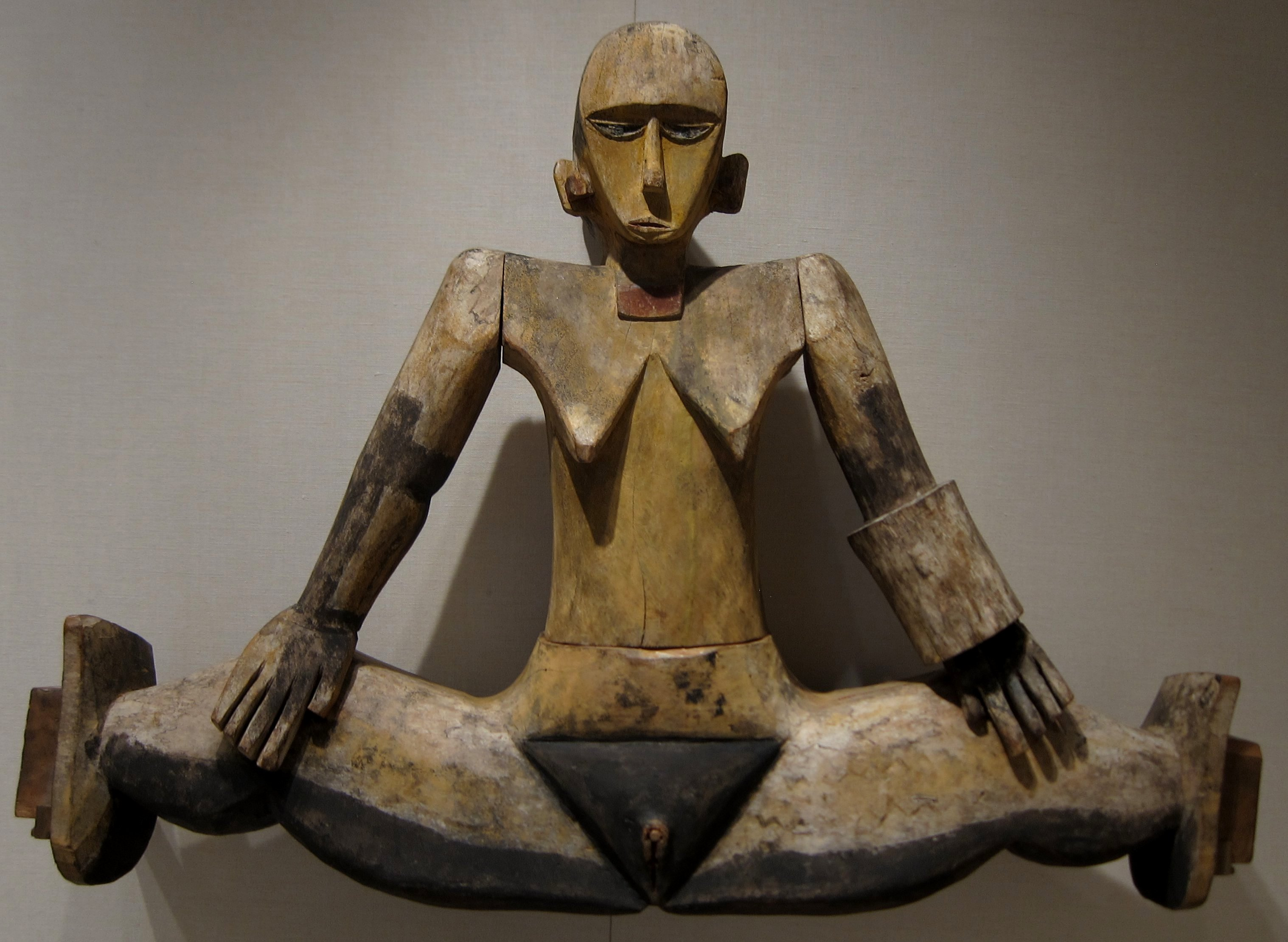
ミクロネシアの木彫像（ディルカイ）- メトロポリタン美術館

## 芸術

### 美術
ミクロネシア人の美術は木彫工芸にその特徴を見ることができ、パラオ諸島の象嵌細工（ディルカイ）、モートロック諸島の仮面（タプアヌ）、チューク諸島やポンペイ島の儀礼用の櫂などが知られる。また、近年パラオでは日本人彫刻家の土方久功が伝えたストーリーボード（パラオの歴史や伝説を浮彫りにした木彫り細工）が観光用民芸品として広く作られるようになっている。

### 音楽
ミクロネシアの音楽は島嶼間の相互交流により類似性を示しつつも各島でそれぞれ伝統的な発展を見せた。主として身体打奏やほら貝による吹奏が見られるが、ポリネシア人が用いるような打楽器はほとんど見られない。また、伝統的な踊りについては、数人から数十人によって短い旋律の歌詞を繰返し歌いながら同一の動作を取るように踊り、跳躍は生じないのが一般的である。動作は性別によって緩やかな規定があり、連動しながらもそれぞれ別個の動きを取る。
近年では若者を中心として汎ミクロネシアポップスと呼ばれる歌中心の音楽が流行しており、1960年頃より徐々に発展した。これは、土着化した賛美歌や外来音楽（J-POP、ハワイアン、ロック (音楽)、レゲエ、ヒップホップなど）と現地音楽を融合させたもので、ラジオやライブなどを中心に広がりを見せている。